# Adílson Warken
Adílson Warken (oder auch nur Adílson; * 16. Januar 1987 in Bom Princípio) ist ein ehemaliger brasilianischer Fußballspieler und heutiger -trainer.
In seiner aktiven Zeit war er als Mittelfeldspieler aktiv.

## Karriere
Adílson kam im Jahre 2005 zu seinem ersten größeren Verein, als er in der Jugend von SER Caxias do Sul in der Großstadt Caxias do Sul im Süden Brasiliens zum Einsatz kam. Doch währte seine Zeit dort nicht lange, denn bereits im Folgejahr 2006 wechselte er den Verein und kam so in den Nachwuchsbereich vom Grêmio FBPA mit Sitz in der Hauptstadt von Rio Grande do Sul, Porto Alegre. Von dort kam er nach einem Jahr in der Jugend bereits in der Profimannschaft mit Spielbetrieb in der Série A zum Einsatz. Davor gewann er mit dem Jugendteam noch die U-20-Staatsmeisterschaft von Rio Grande do Sul.
Sein Profidebüt in der Série A gab er am 3. Mai 2007, als er im allerersten Meisterschaftsspiel der Saison zur Halbzeitpause für Douglas de Oliveira eingewechselt wurde. Am Ende ging das Auswärtsspiel gegen den Paraná Clube mit 0:3 verloren. Während der gesamten Spielzeit 2007 kam der damals 20-jährige Mittelfeldakteur auf insgesamt zehn Meisterschaftseinsätze, die jedoch meist nur Kurzeinsätze waren. Beinahe die gesamte Saison 2008 musste Adílson Warken verletzungsbedingt pausieren, ehe er am Ende der Spielzeit doch noch zu drei Kurzeinsätzen kam.
Zum ersten Mal über die gesamte Spieldauer am Platz stand Adílson am 26. Februar 2009, als er bei einem 0:0-Remis gegen den CF Universidad de Chile während der Copa Libertadores 2009 im Einsatz war. Dabei kam der junge Mittelfeldspieler in zwölf Partien zum Einsatz und schaffte mit der Mannschaft den Einzug ins Halbfinale, wo man allerdings Cruzeiro Belo Horizonte mit einem Gesamtscore von 3:5 aus Hin- und Rückspiel unterlag. Im hartumkämpften Halbfinal-Rückspiel wurde Adílson bereits nach 60 absolvierten Minuten mit der roten Karte vom Platz geschickt.
Zuvor kam der defensive Mittelfeldakteur im August 2008 bereits zu zwei Kurzeinsätzen in der Copa Sudamericana 2008, wo er in beiden Partien gegen den späteren Gewinner des Wettbewerbs und Lokalrivalen SC Internacional antrat. Vom Anbeginn der Spielzeit 2009 avancierte Adílson Warken zu einem regelrechten Stammspieler in der von Paulo Autuori geführten Mannschaft. Vom vorherigen Trainer Celso Roth meist nur kurz eingesetzt, kam er nach dessen Rauswurf unter Interimstrainer Marcelo Rospide in den ersten beiden Spielen der Saison bereits über die volle Spieldauer hinweg zum Einsatz.
Nach der Ablöse durch Paulo Autori, der den Spieler während der gesamten von Beginn an zum Einsatz kommen ließ, schaffte Adílson seinen ersten und bis dato einzigen Treffer in einer Profiliga. Der Distanzschuss beim 4:2-Heimerfolg über Grêmio Barueri fand nach 17 gespielten Minuten den Weg ins gegnerische Tor, was gleichzeitig die frühzeitige 2:0-Führung bedeutete. So kam er über die gesamte Spielzeit hinweg auf 34 Meisterschaftseinsätze; mit der Mannschaft erreichte er in der Endtabelle mit dem achten Rang einen Platz in der oberen Tabellenhälfte.
Nach Ablauf des Jahres 2009 rangierte Adílson hinter Réver an zweiter Stelle der Spieler, die im abgelaufenen Jahr 2009 zu den meisten Einsätzen, sei es in Pokal-, Liga- oder Freundschaftsspielen, gekommen sind. Réver kam dabei auf 57 Einsätze, Adílson auf 56 Partien.
2012 wechselte Adílson in die russische Liga nach Grosny zum Terek Grosny. In seiner Zeit in Russland wurde schnell zum Stammspieler. Nachdem er in der Hinrunde der Saison 2016/17 nur noch sporadisch eingesetzt worden war, ließ Adílson seinen Vertrag auslaufen und kehrte nach Brasilien zurück.
In Brasilien unterzeichnete er im Februar 2017 einen Kontrakt bei Atlético Mineiro. Mit dem Klub konnte Adílson 2017 die Staatsmeisterschaft von Minas Gerais gewinnen. Im Juli 2019 beendete er wegen Herzproblemen seine aktive Laufbahn und wurde trainer bei Atlético Mineiro.

## Erfolge
Grêmio
- U-20-Staatsmeister von Rio Grande do Sul: 2006
- Staatsmeisterschaft von Rio Grande do Sul: 2007

Atlético Mineiro
- Staatsmeisterschaft von Minas Gerais: 2017